# Slade
Slade – angielski zespół rockowy, który zyskał sławę podczas ery glam rock we wczesnych latach 70. XX w. Został uznany przez British Hit Singles & Albums za najlepszy brytyjski zespół lat 70. na podstawie liczby sprzedanych singli. Ich największe przeboje, jak większość materiału, napisali Noddy Holder i Jim Lea. Najbardziej znany utwór Merry Xmas Everybody rozszedł się w ponad milionowym nakładzie i uzyskał status złotej płyty. Oprócz muzyki zasłynęli także specyficznym wizerunkiem scenicznym i nieortograficznie pisanymi tytułami swoich piosenek, co zapewniło im rozpoznawalność.

## Przegląd
Zespół Slade pochodzi z Black Country w West Midlands. Perkusista Don Powell i basista Jim Lea urodzili się i wychowali w Wolverhampton. Wokalista Noddy Holder urodził się i wychował w pobliskim mieście Walsall. Natomiast gitarzysta Dave Hill urodził się w Devon, lecz jego rodzina przeniosła się do Wolverhampton, gdy był jeszcze dzieckiem. W źródłach traktujących o Slade często wymienia się pub Trumpet jako miejsce spotkań zespołu, szczególnie w początkowej fazie istnienia.
Za datę powstania zespołu przyjmuje się rok 1966, jednak początki zespołu sięgają dużo wcześniej, bo roku 1964, kiedy to Dave Hill i Don Powell spotkali się w grupie The Vendors, gdzie wraz z Johnnym Howellsem i Mickiem Marsonem oraz Dave’em ‘Cassem’ Jonesem wykonywali utwory Buddy’ego Holly’ego, Eddiego Cochrana i Gene’a Vincenta. W 1965 grupa zmieniła nazwę na The N' Beetwens. Rok później z zespołu odeszli Mick Marson i Dave ‘Cass’ Jones. Ich miejsce zajęli Noddy Holder i Jim Lea. Pierwszy publiczny koncert w tym składzie odbył się 1 kwietnia 1966 roku. Wokalistą był jeszcze Johnny Howells, jednakże parę miesięcy później on również odszedł. Od tamtej pory Holder pozostał stałym wokalistą grupy.
W 1969 roku zespół wydał pierwszy album jeszcze jako Ambrose Slade – Beginnings. Rok później nazwa została skrócona. Muzycy zapuścili długie włosy, ubrali się kolorowo i zaczęli sami pisać teksty piosenek. W tym też roku dla wytwórni Polydor nagrali kolejny album zatytułowany Play it Loud. Pierwszym wielkim przebojem spółki autorskiej Holder – Lea była piosenka „Coz I Luv You”.
Grupa zdominowała listy przebojów na początku lat 70. W szczytowym okresie popularności pozostawili w tyle m.in. Wizzard, Sweet, T. Rex, Suzi Quatro, Mud, Smokie, Gary’ego Glittera czy Davida Bowiego. W latach 1971–1974 ich 12 utworów doszło do Top 5 na brytyjskich listach przebojów, z czego 6 osiągnęło miejsce pierwsze, 3 miejsce drugie i 2 miejsce trzecie. 3 z nich zaliczyły debiut na pierwszym miejscu. W tym okresie żaden inny zespół nie mógł się pochwalić takimi sukcesami. Ponadto ich osiągnięcia były zbliżone do dokonań The Beatles z poprzedniej dekady.
Slade wydali ponad 30 albumów, z których 3 osiągnęły pierwsze miejsce na UK Album Chart.
Pomimo tylu sukcesów w ojczyźnie i całej Europie, nie osiągnęli podobnej popularności w Stanach Zjednoczonych. Odcisnęli jednak swoje piętno na kilku amerykańskich zespołach, które przyznają, że Slade miało wpływ na ich późniejszą działalność. Były to m.in. Kiss i Quiet Riot.
Po odejściu z grupy Noddy’ego Holdera i Jima Lea, w latach 90. zespół funkcjonował jako Slade II. Do nazwy "Slade" powrócił w 2002 roku. Trzy lata później (w 2005) wyruszył w dużą trasę wraz dołączeniem do zespołu nowego gitarzysty i wokalisty - Malcolma McNulty’ego znanego m.in. ze współpracy z zespołem Sweet. Mal McNutly opuścił Slade w 2019 roku. Zastąpił go pianista Russell Kefee. W 2020 roku doszło do kolejnej zmiany personalnej w zespole. Po ponad 50 latach wspólnego grania Dave Hill zrezygnował ze współpracy z Donem Powellem. Powell ogłosił, że zamierza założyć własny zespół – Don Powell’s Slade, a towarzyszyć ma mu m.in. Craig Fenney (basista Slade w latach 1991–1997).

## Dyskografia

### Albumy
- Beginnings (jako Ambrose Slade, 1969)
- Play It Loud (1970)
- Slayed? (1972)
- Sladest (1973)
- Old New Borrowed and Blue (1974)
- Slade in Flame (1974)
- Nobody’s Fools (1976)
- Whatever Happened to Slade (1977)
- Return to Base.... (1979)
- We'll Bring the House Down (1981)
- Till Deaf Do Us Part (1982)
- The Amazing Kamikaze Syndrome (1983)
- Keep Your Hands Off My Power Supply (1984) amerykańska wersja The Amazing Kamikaze Syndrome
- Rogues Gallery (1985)
- Crackers – The Christmas Party Album (1985)
- You Boyz Make Big Noize (1987)
- Keep On Rockin! (jako Slade II, 1994)
- Superyob (2001) – reedycja płyty Keep On Rockin![4]
- Cum On Let's Party (2002)[5]

### Wyróżnienia albumów i singli
W Wielkiej Brytanii zespół sprzedał 520 000 albumów i 1,8 miliona singli.
| Albumy                               | Certyfikat BPI |
| ------------------------------------ | -------------- |
| Sladest                              | Srebro         |
| Old New Borrowed and Blue            | Złoto          |
| Slade in Flame                       | Złoto          |
| Slade Smashes!                       | Złoto          |
| Crackers – The Christmas Party Album | Złoto          |
| Wall of Hits                         | Srebro         |
| Single                               | Certyfikat BPI |
| "Skweeze Me, Pleeze Me"              | Srebro         |
| "My Friend Stan"                     | Srebro         |
| "Everyday"                           | Srebro         |
| "Far Far Away"                       | Srebro         |
| "Merry Xmas Everybody"               | Platyna        |
| "My Oh My"                           | Złoto          |